# Prokl (Chazow)
Prokl, imię świeckie Nikołaj Wasiljewicz Chazow (ur. 10 października 1943 w Leningradzie, zm. 24 marca 2014 w Uljanowsku) – rosyjski biskup prawosławny.

## Życiorys
Po ukończeniu technikum i odbyciu zasadniczej służby wojskowej (1964–1967) wstąpił w 1970 do leningradzkiego seminarium duchownego, zaś po uzyskaniu jego dyplomu – do Leningradzkiej Akademii Duchownej (ukończył ją w 1977). 5 stycznia 1973 złożył wieczyste śluby zakonne, 7 stycznia tego samego roku przyjął święcenia diakońskie, zaś 13 marca – kapłańskie. Został wówczas skierowany do pracy duszpasterskiej jako proboszcz parafii Opieki Matki Bożej w Koziej Gorze. W 1975 przeniesiony do parafii Smoleńskiej Ikony Matki Bożej w Leningradzie, zaś od 1977 był proboszczem soboru Przemienienia Pańskiego w Wyborgu. Od 1978 igumen. W październiku 1983 został przeniesiony do pracy w soborze Narodzenia Matki Bożej w Nowej Ładodze. 12 września 1987 został podniesiony do godności archimandryty.
18 października 1987 w soborze Trójcy Świętej w kompleksie Ławry Aleksandra Newskiego miała miejsce jego chirotonia na biskupa tichwińskiego, wikariusza eparchii leningradzkiej, w której jako główny konsekrator wziął udział metropolita leningradzki i nowogrodzki Aleksy. Od 13 września 1989 był ordynariuszem eparchii uljanowskiej i melekeskiej. 25 lutego 1998 podniesiony do godności arcybiskupiej. Od 17 lipca 2001 nosił tytuł arcybiskupa symbirskiego i melekeskiego. W 2012 jego tytuł uległ zmianie na arcybiskup symbirski i nowospasski. W tym samym roku został podniesiony do godności metropolity.
Zmarł w 2014. Pochowany 26 marca 2014 w soborze Wniebowstąpienia Pańskiego w Uljanowsku.